# Аро, Эрнест Виктор
Эрнест Виктор Аро (фр. Ernest Victor Hareux; 18 февраля 1847, Париж — 16 февраля 1909, Гренобль) — французский художник-пейзажист.

## Биография
Родился в 1847 году в Париже. Учился живописи под руководством Эмиля Бена и Леона Жермена Пелуза. В 1868 году Аро дебютировал на ежегодном Парижском салоне и с тех пор выставлял там свои пейзажи регулярно в течение многих лет; в 1880 году одна из его работ была удостоена медали Салона третьей степени. В 1883 году стал членом Общества французских художников.
Аро много работал на плэнере в Нормандии и в окрестностях Гренобля, где его другом стал Лоран Геталь — аббат и талантливый художник-пейзажист. В дальнейшем увлёкся горными пейзажами и в дальнейшем стал одним из основателей французского Общества живописцев горных видов («Société des peintres de la montagne»).
В 1906 году Аро стал кавалером ордена Почётного легиона, в следующем году — членом Гренобльской академии наук и художеств. 
Скончался Аро в Гренобле в 1909 году.

## Галерея
- Паром
- Крестьяне
- Горный пейзаж
- Автопортрет с аббатом Геталем на прогулке в Рондо. 1892, Музей Гренобля
- Та же картина. Фрагмент.
- Ночной пейзаж